# سكراز

السكراز هو اسم جامع يطلق على مجموعة من الإنزيمات التي تحفز التحلل المائي للسكروز إلى سكر الفواكه والجلوكوز. والإنفرتاز، والذي يحدث أكثر شيوعا في النباتات، كما في التحلل المائي للسكروز ولكن من خلال آلية مختلفة.

## الوظيفة
وظيفته تحلل الديساكهارايد إلى سكريات احادية حيث يحول انزيم السكراز السكروز (سكر القصب) إلى جلوكوز وفركتوز،
ويعد السكريز أحدالإنزيمات الهاضمة للكربوهيدرات.

## الأنواع
- -EC 3.2.1.10 هو سكرازالإيزومالتاز.
- -EC 3.2.1.26 هو الإنفرتاز.
- -EC 3.2.1.48 هو سكروز الفا جلوكوزيد.